# Conilhac-de-la-Montagne
Conilhac-de-la-Montagne è un comune francese di 62 abitanti situato nel dipartimento dell'Aude nella regione dell'Occitania.

## Società

### Evoluzione demografica
Abitanti censiti